# Dai-Gensui

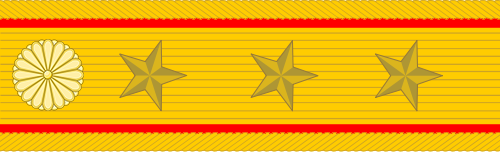
Insígnia ("platina") do dai-gensui (grão-marechal) japonês.

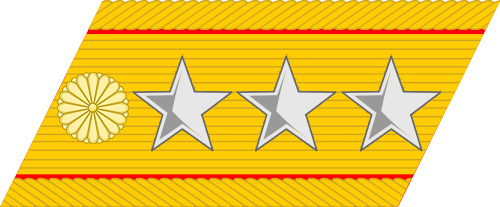
Distintivo de gola do dai-gensui.

Dai-gensui (grão-marechal (大元帥)) foi a mais alta patente do Exército Imperial Japonês e da Marinha Imperial Japonesa da década de 1870 a 1945, quando o Império do Japão foi extinto. Usada somente pelo Imperador do Japão na condição de comandante-em-chefe do Império, a patente equivalia à de generalíssimo, sendo superior à patente de gensui ("marechal"). Tornou-se formalmente obsoleta em 1947 quando as Forças Armadas Imperiais japonesas foram extintas. 

## História

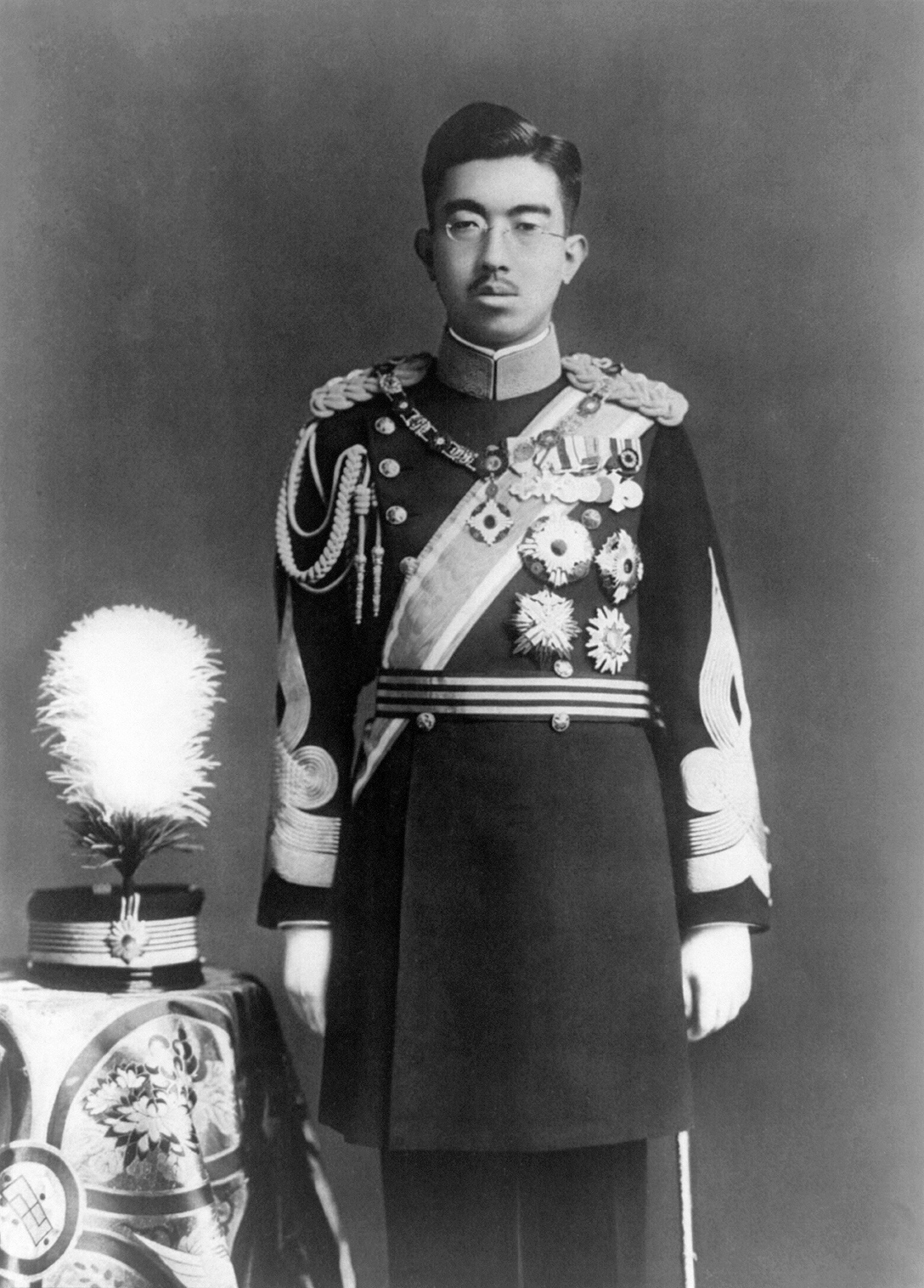
O Imperador Shōwa com o uniforme de grão-marechal.

O termo originou-se do título militar chinês da yuan shuai（大元帥), superior a yuan shuai （元帥, pronunciado gensui em japonês).
O decreto 252, datado de 7 de setembro de 1872, fez a primeira menção formal da patente de dai-gensui; entretanto, nenhuma indicação à patente foi feita antes de sua extinção junto com a patente de gensui em 8 de maio de 1873. Pela ordenação 142 da Constituição do Império do Japão (Capítulo 1, parte 1) de 30 de setembro de 1889, o imperador recebeu oficialmente o título de  dai-gensui e o comando supremo do Exército e da Marinha.
Os caracteres em kanji também fazem referência a uma deidade de sabedoria budista, Daigensui Myō'ō (大元帥明王), cultuada pela Corte Imperial desde o Imperador Nimmyo e o grupo Shingon, por seu poder legendário e miraculoso de suprimir rebeliões e inimigos estrangeiros, exatamente como um líder militar. 

## Insígnias
As insígnias de um dai-gensui eram idênticas às de um general, com a adição de um crisântemo dourado imperial.

## Lista dedai-gensui
Os detentores da patente de grão-marechal foram:
| Grão-marechal    | Período em que viveu                          | Período com a patente | Observações |
| ---------------- | --------------------------------------------- | --------------------- | --- |
| Imperador Meiji  | 3 de novembro de 1852 — 30 de julho de 1912   | 1872-1873; 1889-1912  | Criação da patente de dai gensui.                                                                                      |
| Imperador Taishō | 31 de agosto de 1879 — 25 de dezembro de 1926 | 1912-1926             | — |
| Imperador Shōwa  | 29 de abril de 1901 — 7 de janeiro de 1989    | 1926-1945             | Manteve o título até 15 de agosto de 1945, quando o Japão se rendeu aos Aliados. Patente oficialmente abolida em 1947. |